# Єрмоленко Панас Максимович
Панас Максимович Єрмоленко (1895 — ?) — радянський діяч, відповідальний секретар Катеринославського і Мелітопольського окружних комітетів КП(б) України. Кандидат у члени ЦК КП(б)У в грудні 1925 — листопаді 1927 року. Член ВУЦВК.

## Життєпис
Член РСДРП(б) з 1915 року.
У 1918—1919 роках — голова Кузнецького комітету РКП(б) Саратовської губернії.
У 1920—1921 роках — у Саратовському губернському комітеті РКП(б).
У серпні — 2 жовтня 1922 року — завідувач організаційного відділу Кременчуцького губернського комітету КП(б) України.
Одночасно у вересні — 2 жовтня 1922 року — т.в.о. відповідального секретаря Кременчуцького губернського комітету КП(б) України.
У 1924 — січні 1925 року — відповідальний секретар Катеринославського окружного комітету КП(б) України.
У квітні 1925 — 1927 року — відповідальний секретар Мелітопольського окружного комітету КП(б) України.
З 1931 року працював на відповідальній роботі в Москві та Московській області.
На 1934 рік — 1-й секретар Каширського районного комітету ВКП(б) Московської області.
У квітні 1936 — 1937 року — 1-й секретар Куйбишевського районного комітету ВКП(б) міста Москви.
Подальша доля невідома.